# Président (marque)
Pour les articles homonymes, voir Président (homonymie).
Président est une marque commerciale pour une série de fromages industriels et de beurre français du groupe agroalimentaire Lactalis, créée par Michel Besnier en 1968.

## Histoire

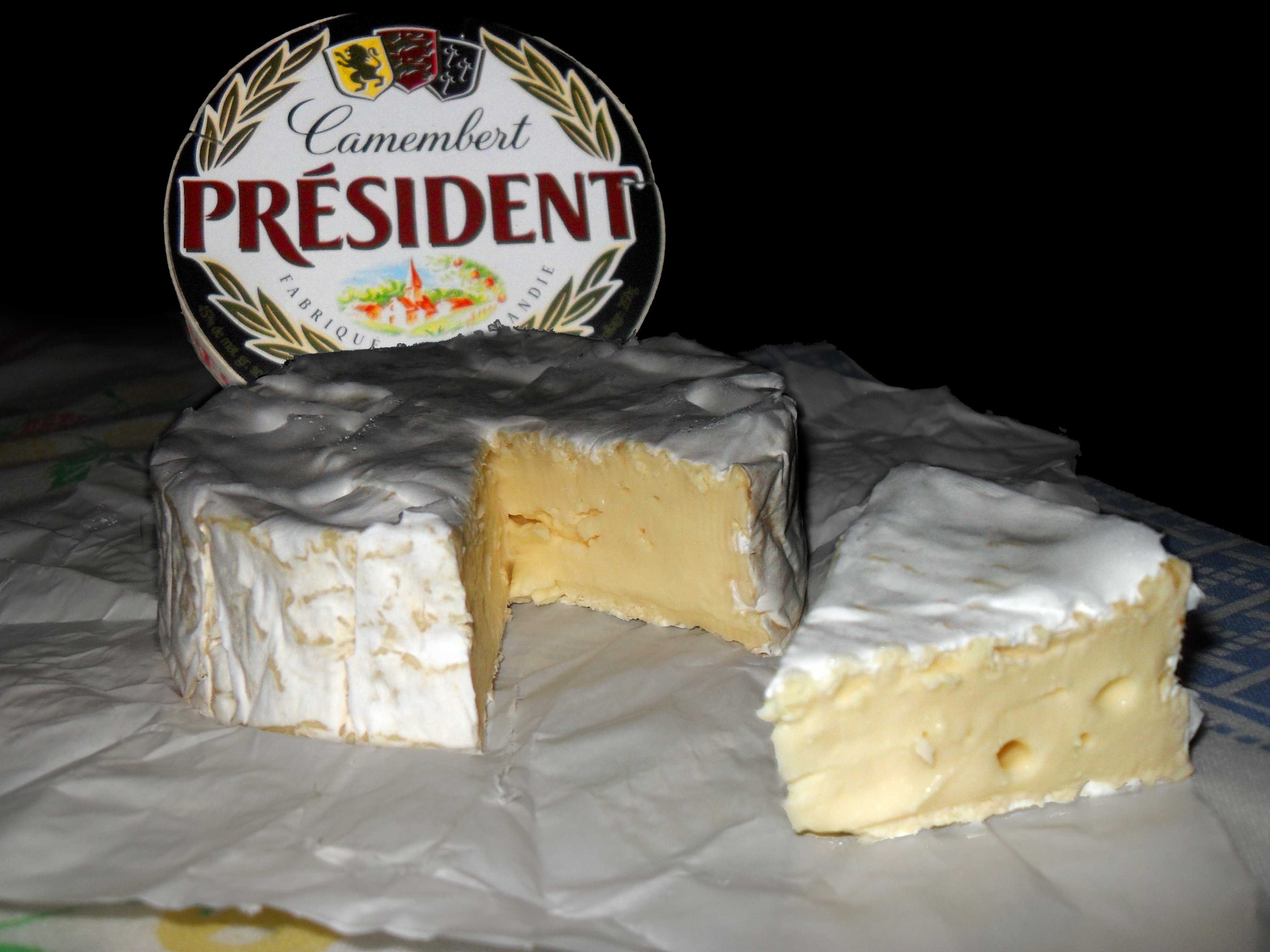
Fromage camembert de la marque Président

La marque Président est créée en 1968 par Michel Besnier, un laitier disposant déjà d'une notoriété assez importante. Le nom de la marque a été imaginé par Besnier, qui aurait dit, d'après le site officiel : « La France est le pays des Présidents, tout le monde est président ! De l'association de pêche, des boulistes, des anciens combattants. »
Elle génère 2,6 milliards d'euros de chiffre d'affaires[Quand ?]. 
Le camembert Président n'est pas un Camembert de Normandie AOP car il ne respecte absolument pas le cahier des charges. 

### Historique
- 1968 : Lancement du camembert Président[3].
- 1970 : Lancement camembert Président 145 g.
- 1971 : Lancement du camembert Président 8 portions.
- 1972 : Lancement du coulommiers Président.
- 1972 : Lancement du beurre Président en plaquette et beurrier rond.
- 1975 : Lancement du brie Président.
- 1981 : Le beurrier rond Président devient ovale.
- 1981 : Lancement de la pointe de brie Président.
- 1991 : Lancement de la gamme emmental Président.
- 1992 : Lancement du beurre tendre frigo Président.
- 1993 : Président vend son milliardième camembert.
- 1995 : Lancement de la marque Président en Allemagne et aux USA.
- 1995 : Lancement petit brie 500 g Président.
- 1997 : Beurrier tendre Président.
- 1997 : Nouveau conditionnement plaquette Président (papier indéchirable).
- 1997 : Lancement du carré 500 g Président.
- 1998 : Lancement des gammes fromagères à consommer chaud Crousti'cho Président.
- 1999 : Lancement de la brique Président, de la roue de brie et Président léger 350 g.
- 1999 : Lancement des crèmes de camembert et d'emmental Président.
- 1999 : Lancement de la Motte Président.
- 2001 : Lancement pointe de brie allégé Président.
- 2002 : Lancement du camembert campagne Président.
- 2002 : Lancement du comté affiné Président.
- 2003 : Lancement du chèvre et de la mozzarella Président.
- 2005 : Lancement du beurre de campagne Président.
- 2006 : Lancement du beurre de cuisson et du cantal Président.
- 2019 : Lancement de la marque en Turquie.

## Marketing

### Logotype
Le logo du camembert Président, et de façon plus générale l'étiquette présente sur la boîte, ont très peu changé depuis les débuts de la marque. Les palmes entrecroisées ainsi que les blasons, et l'or et le noir dominants offrent un visuel haut-de-gamme, et ils reprennent volontairement les codes des étiquettes de bouteilles de whisky, Michel Besnier souhaitant alors mettre en avant la qualité de son produit et son authenticité. Les trois blasons symbolisent les régions d'origine du lait : la Bretagne, la Normandie, et le Maine, par ailleurs province où se trouve le siège de Lactalis. Tandis que la Bretagne et la Normandie sont représentées par leur blason véritable, celui du Maine est remplacé par un blason plus simple avec un lion sur un champ d'or.

### Slogans
- 1970 : Président, de vrais fromages signés Besnier
- 1972 : Président, 2 litres de lait pour chaque Camembert (première pub TV)
- 1973 : Président, la certitude d'un vrai camembert
- 1973 : Camembert et beurre Président on n'est jamais déçu
- 1978-1984 : N'est pas Président qui veut
- 1980 : Président, la crème des beurres
- 1980-1982 : Président le roi des Camemberts
- 1982-1983 : Président le fromage comme on l'aime
- 1985 : Evidemment, c'est Président
- 1986 : Président, suivez le guide !
- 1987 : Mon beurre de printemps, c'est Président
- 1987 : Mon Camembert, c'est Président
- 1989 : Président, le bon goût français
- 1990 : Nous sommes tous Président
- 1991 : Tous les jours Président se souvient que manger est un plaisir
- 1992 : Président, enfin l'emmental est un plaisir
- 1993-1997 : Il n'y a rien au-dessus de Président
- 1997-2000 : Quand on aime la vie, on aime Président
- 2001-2002 : Un pouvoir insensé
- 2002-2008 : Bien manger c'est le début du bonheur !
- 2009-2014 : Parce qu'on ne plaisante pas avec le plaisir !
- 2014-2020 : Prenons la vie côté plaisir
- Depuis 2021 : Le plaisir c'est important

## Sources
1. ↑  http://www.president.fr/html/histoire/index.html
2. ↑  « INAO Extranet », sur extranet.inao.gouv.fr (consulté le 2 août 2024)
3. ↑  « Le camembert au chèvre de Président de Président », sur LSA (consulté le 21 avril 2018)
4. ↑  Yves Puget, « Président : la saga d’une marque "milliardaire" qui fête ses 50 ans », LSA, 6 novembre 2018